# الصحراء الغربية
الصحراء الغربية هي منطقة متنازع عليها في شمال غرب إفريقيا. تبلغ مساحتها 266,000 كيلومتر مربع. ما يقرب من 30% من الأراضي أي 82,500 كيلومتر مربع (8,250,000 ها) تسيطر عليها الجمهورية العربية الصحراوية الديمقراطية؛ أما النسبة المتبقية (قرابة 70%) فيسيطر المغرب عليها ويديرها. في حين تعتبرها الأمم المتحدة منطقة محتلة، وهي من بين أقل الأقاليم كثافة سكانية في إفريقيا وثاني الأقاليم الأقل كثافة سكانية في العالم، وتتكون بشكل أساسي من الأراضي المسطحة الصحراوية. يقدر عدد سكانها بـ 618.600 نسمة، يعيش حوالي 40% منهم في مدينة العيون التي تخضع للسيطرة المغربية وهي كبرى مدنها.
احتلتها إسبانيا سابقًا باسم الصحراء الإسبانية حتى عام 1975، وأدرجتها اللجنة الخاصة بإنهاء الاستعمار بناء على طلب المغرب ضمن قائمة الأمم المتحدة للأقاليم غير المحكومة ذاتيا، منذ عام 1963. وفي عام 1965، اعتمدت الجمعية العامة للأمم المتحدة قرارا بشأن الصحراء الغربية، يطلب من إسبانيا إنهاء استعمار المنطقة. وبعد مرور عام، صدر قرار يطالب بإجراء استفتاء في إسبانيا حول تقرير المصير. وفي عام 1975، تخلت إسبانيا عن السيطرة الإدارية على الإقليم للإدارة المشتركة بين المغرب وموريتانيا. اندلعت حرب بين هذين البلدين وجبهة البوليساريو، التي أعلنت نفسها في 26 فبراير/شباط 1976 القيادة الشرعية للجمهورية العربية الصحراوية الديمقراطية مع حكومة في المنفى في تندوف الجزائرية. سحبت موريتانيا مطالباتها في عام 1979، وحصل المغرب على السيطرة الفعلية على معظم الأراضي، بما في ذلك جميع المدن الكبرى ومعظم الموارد الطبيعية. وتعتبر الأمم المتحدة جبهة البوليساريو الممثل الشرعي للشعب الصحراوي، وتؤكد أن للصحراويين الحق في تقرير المصير. الصحراء الغربية هي آخر مستعمرة إفريقية لم تحصل بعد على الاستقلال، وقد أُطلق عليها اسم «المستعمرة الأخيرة في إفريقيا».
ومنذ اتفاق وقف إطلاق النار الذي رعته الأمم المتحدة في عام 1991، كانت الحكومة المغربية تدير معظم الأراضي، بدعم ضمني من فرنسا والولايات المتحدة. والباقي تديره الجمهورية العربية الصحراوية الديمقراطية، بدعم من الجزائر. الجزء الوحيد من الساحل في الأراضي الصحراوية هو أقصى الجنوب. وعلى المستوى الدولي، اتخذت دول مثل روسيا موقفاً غامضاً ومحايداً بشأن مزاعم كل جانب، وضغطت على الأطراف للاتفاق على حل سلمي. وقد سعى المغرب وجبهة البوليساريو إلى تعزيز مطالبهما من خلال الحصول على اعتراف رسمي، خاصة من الدول الإفريقية والآسيوية ودول أمريكا اللاتينية في العالم النامي. وقد حصلت جبهة البوليساريو على اعتراف رسمي بالجمهورية العربية الصحراوية الديمقراطية من 46 دولة عضو في الأمم المتحدة وأوسيتيا الجنوبية، ومددت عضويتها في الاتحاد الإفريقي. وقد حصل المغرب على دعم عديد الحكومات الإفريقية ومعظم دول العالم الإسلامي وجامعة الدول العربية. في معظم الحالات، يُمدد أو يُسحب الاعتراف حسب تغير العلاقات مع المغرب. حتى عام 2020، لم تعترف أي دولة أخرى عضو في الأمم المتحدة صراحة بالسيادة المغربية على أجزاء من الصحراء الغربية. وفي عام 2020، اعترفت الولايات المتحدة بالسيادة المغربية على الصحراء الغربية مقابل تطبيع المغرب للعلاقات مع إسرائيل. وفي عام 2023، اعترفت إسرائيل بالسيادة المغربية على الصحراء الغربية.
وفي عام 1984، اعترفت منظمة الوحدة الأفريقية، سلف الاتحاد الأفريقي، بالجمهورية العربية الصحراوية الديمقراطية عضوًا كاملًا، بنفس وضع المغرب، واحتج المغرب بتعليق عضويته في منظمة الوحدة الأفريقية. قُبل المغرب مرة أخرى في الاتحاد في عام 2017، بعد أن وعد بحل المطالبات المتضاربة سلميًا وتوقف عن بناء الجدران لتوسيع سيطرته العسكرية. في غضون ذلك، لم يصدر الاتحاد الإفريقي أي بيان رسمي حول الحدود التي تفصل بين الأراضي الخاضعة لسيادة المغرب والجمهورية العربية الصحراوية الديمقراطية. وبدلا من ذلك، يعمل الاتحاد الأفريقي مع بعثة الأمم المتحدة للحفاظ على وقف إطلاق النار والتوصل إلى اتفاق سلام. ويقدم الاتحاد الأفريقي وحدة لحفظ السلام لبعثة الأمم المتحدة تستخدم للسيطرة على منطقة عازلة بالقرب من الجدران الحدودية الفعلية التي بناها المغرب.

## الجغرافيا
تقع الصحراء الغربية في شمال أفريقيا؛ حيث تُطل على المحيط الأطلسي الشمالي وتحدها عموديا موريتانيا والمغرب أما أفقيا فهي محدودة بالجزائر والبحر.
تُعتبر أراضي الصحراء الغربية من أكثر المناطق القاحلة والقاسية على هذا الكوكب، وهي تمتد على طول الساحل ثم ترتفع خصوصا في الشمال، كما تتوفر على جبال صغيرة قد يصل طولها في بعض الأحيان إلى 600 متر (2,000 قدم) على الجانب الشرقي بشكل خاص.

قد تواجه المنطقة خطر الفيضانات في فصل الربيع، إلا أنها لا «تعاني» من التيارات الدائمة، ففي بعض الأحيان يكون الجو بارد قبالة الساحل مما ينتج عنه ضباب وندى ثقيل. وتمتاز المنطقة بدرجة الحرارة العالية خاصة في فصل الصيف؛ حيث تصل في العادة إلى ما بين 43–45 °م (109–113 °ف) تحديدا في شهر يوليو/تموز، أما فصل الشتاء فيشهد انخفاضا طفيفا لكنه يظل مرتفعا مقارنة بمناطق أخرى، ففي العادة لا تقل درجة الحرارة بردا على 25 إلى 30 °م (77 إلى 86 °ف) إلا أن الجزء الشمالي من الإقليم يشهد درجة حرارة منخفضة إلى حد ما وقد تصل أحيانا إلى أقل من 0 °م (32 °ف) في الليل خاصة في ديسمبر/كانون الأول وكانون الثاني/يناير أما سقوط الثلوج فنادر الحدوث.

موقع الصحراء الغربية في أفريقيا.
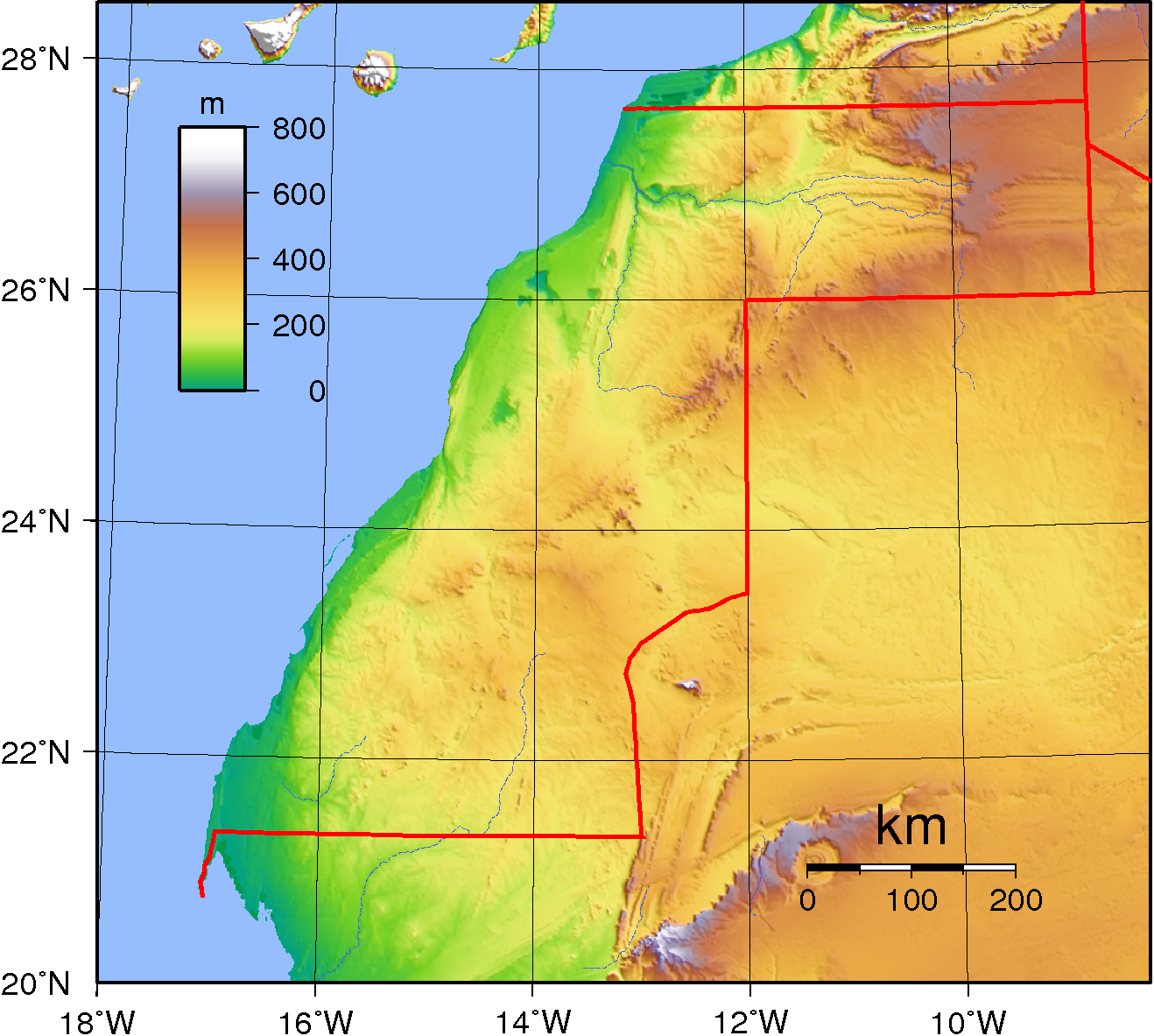
تضاريس الصحراء الغربية.

## التاريخ

### التاريخ المبكر
من المعروف أن سكان الصحراء الغربية ينتمون لشعب الجيتول، واعتمادا على المصادر التي وردت في الحقبة الرومانية فإن المنطقة كان يسكنها شعب الجيتول بالإضافة إلى وجود قبائل يقطنها أمازيغ؛ ولا يزال تراث الأمازيغ واضحا في معالمها وأسماء مواقعها الجغرافية وكذلك أسماء قبائلها. إلا أن مصادر أخرى تُؤكد على أن السكان الأوائل للصحراء الغربية قد يكونون من شعب البافور، ثم استوطنها في وقت لاحق شعب السيريريون. أو ربما أن البافور استوطنوا المنطقة في وقت متأخر وتعلموا اللغة الأمازيغية بل اندمجوا مع سكان المنطقة الأصليين ليصبحوا في نهاية المطاف وجراء العديد من الاندماجات منتمين لقبيلة بني حسان العربية.
وصول الإسلام للمنطقة في القرن الثامن لعب دورا رئيسيا في تطوير المغرب العربي؛ خاصة في المجال التجاري فتطور إقليم الصحراء الغربية وأصبح واحدا من طرق القوافل الرئيسية خاصة تلك الرابطة بين مراكش ومنطقة تمبكتو في مالي.
في القرن الحادي عشر، استقر بنو معقل في المغرب (تحديدا في وادي درعة، وادي ملوية، تافيلالت وتاوريرت)؛ وفي نهاية الخلافة الموحدية بني بنو معقل قبائلهم هناك واستوطنوها فعليا حيث غيروا اسمها ونظام الحكم فيها والعديد من الأمور الأخرى كما جعلوها تابعة بشكل مباشر لالسوس الأقصى ثم توسعوا في منطقة سوس وبنوا القصور المتواجدة في مدن مغربية عديدة مثل تارودانت. خلال حقبة المرينيين، تمرد بني حسان على الدولة ولكنهم هُزموا من قبل السلطان فهربوا للخارج وقيل إنهم سكنوا نهورا جافة، قبل أن يعودوا للحرب مجددا لكن هذه المرة مع لمثونة مما تسبب في رحيل البربر نحو الصحراء الكبرى. وعلى مدى ما يقرب من خمسة قرون، وبسبب عملية معقدة من التثاقف والتخالط والتجانس بين بعض السكان الأصليين من البربر وقبائل مختلطة عربية تشكلت ثقافة فريدة من نوعها خاصة في المغرب وموريتانيا.

### الاستعمار الإسباني

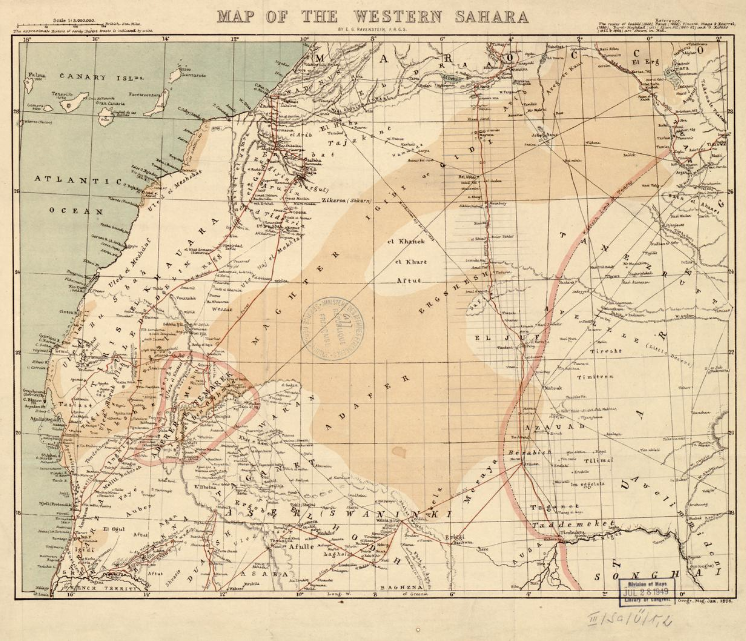
الصحراء الغربية عام 1876

السيطرة الإسبانية على الصحراء الغربية كانت بهدف تحويل المنطقة إلى ميناء من أجل تجارة الرقيق، لكن في عام 1700 غيرت إسبانيا هدفها حيث باتت تعتمد على المنطقة من أجل النشاط الاقتصادي والصيد البحري بدل تجارة البشر التي تعالت أصوات بتجريمها في تلك الفترة. وبعد عقد اتفاق بين القوى الاستعمارية الأوروبية في مؤتمر برلين عام 1884 تم الوصول إلى نتيجة مفادها تقسيم مناطق النفوذ في أفريقيا فسيطرت إسبانيا على الصحراء الغربية والتي طورتها على أساس أنها مستعمرة إسبانية. بعد عام 1939 وجراء اندلاع الحرب العالمية الثانية، كانت هذه المنطقة تُدار من قبل الحماية الإسبانية. ونتيجة لذلك، قام أحمد بلبشير حسكوري رئيس مجلس الوزراء والأمين العام للحكومة الإسبانية المغربية بالتعاون مع الإسبان من أجل اختيار المحافظين في المنطقة. وفعلا هذا ما وقع حيث حصل لوردات على مناصب بارزة وعالية وعلى رأسهم أسرة ماء العينين التي تحكمت في المنطقة لعقود طويلة جنبا إلى جنب مع قياد إسبان ساميون والذي سهل لهم بلبشير الحكم في الإقليم.
خلال الاحتفال السنوي بعيد ميلاد نبي الإسلام محمد كان يتم دفع اللوردات إلى إظهار الولاء إلى المملكة المغربية حتى لا تشن عليهم هجوما أو تقوم بطردهم من المنقطة.

المحميات الإسبانية والفرنسية في المغرب وكذلك الصحراء الإسبانية عام 1912.

وبمرور الوقت، بدأ الحكم الاستعماري الاسباني يخف مع موجة عامة من الغضب الشعبي بعد الحرب العالمية الثانية؛ خاصة في شمال أفريقيا وجنوب الصحراء الكبرى مما دفع بالقوات الاستعمارية إلى ترك تلك البلدان ومنحها استقلالها عنها، إلا أن استقلال المناطق الجنوبية المغربية عن إسبانيا كان بطيئا جدا وبسبب الضغوط الداخلية والسياسية والاجتماعية قرر فرانسيسكو فرانكو الانسحاب من تلك المناطق بشرط بناء قاعدة إسبانية هناك. كان هناك اتجاه عالمي نحو استكمال إنهاء الاستعمار، مما جعل إسبانيا تُسرِّع من عملية الانسحاب من كل المناطق التي احتلتها من قبل، وفي 1974-75 أصدرت الحكومة وعود بالقيام باستفتاء من أجل استقلال الصحراء الغربية.
في نفس الوقت، كان الصراع مشتدا بين كل من المغرب وموريتانيا اللذان يُطالبان بملكية الإقليم، خاصة المغرب الذي ادعى أن القوى الاستعمارية الأوروبية سرقت بعضا من أراضيه ومنحتها عند الاستقلال لدول أخرى. وتدخلت في وقت لاحق دولة الجزائر التي لها حدود هي الأخرى مع الإقليم وشككت في مطالب المغرب ثم دعمت استقلال تلك المنطقة؛ إلا أن المغرب ادعى مجددا أن بعضا من المحافظات الجزائرية خاصة ولاية تندوف وبشار ملكا له مما تسبب له في جدل مع جارته، وقد استمر الجدل فترة طويلة قبل أن تدخل الأمم المتحدة على الخط من أجل التوصل لحل نهائي فاستعانت بالحكومة الجزائرية التي كان يقودها في تلك الفترة هواري بومدين وتم التوصل عام 1975 إلى اتفاق بمساعدة من جبهة البوليساريو التي عارضت كل المطالب المغربية والموريتانية وطالبت باستقلال الصحراء الغربية.
حاولت الأمم المتحدة تسوية المنازعات من خلال إرسال بعثات متعددة في أواخر عام 1975، كما استعانت بمحكمة العدل الدولية ثم أقرت في نهاية المطاف بأن للصحراء الغربية روابط تاريخية مع المغرب وموريتانيا ولا علاقة للجزائر بالموضوع إلا أن هذا غير كافي لإثبات سيادة أي دولة على تلك الأراضي خاصة وأن الاستعمار الإسباني خلط الأوراق. في النهاية تم إصدار قرار يُعطي الحق لسكان الإقليم من أجل تقرير مصيره بنفسه.
في 6 تشرين الثاني/نوفمبر 1975؛ بدأ المغرب حملة المسيرة الخضراء التي وصلت حتى الصحراء الغربية؛ وكانت قريبة جدا من مدينة طرفاية في جنوب المغرب وانتظر المشاركون في المسيرة إشارة من الملك الحسن الثاني بن محمد قصد عبور الحدود في مسيرة سلمية. وقبل أيام قليلة من يوم 31 تشرين الأول/أكتوبر غزت القوات المغربية الصحراء الغربية من جهة الشمال وتوغلت فيها.

### مطالب الاستقلال

الجدار الرملي المغربي في الصحراء الغربية والذي تم إنشائه في 1980

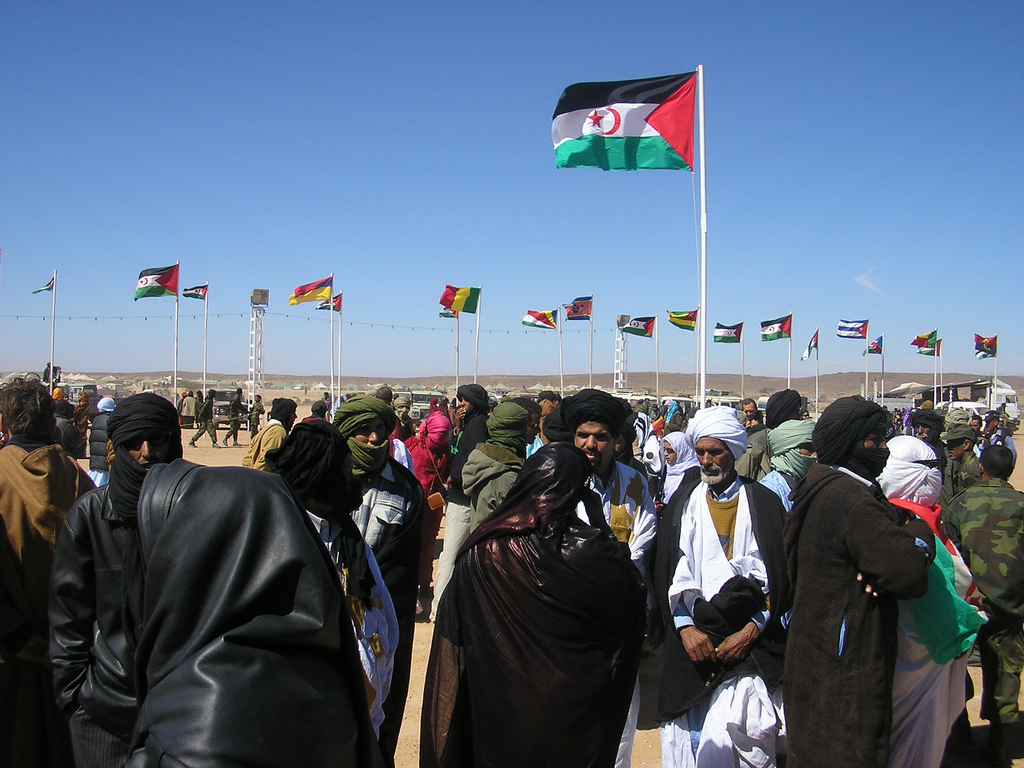
الذكرى الثلاثين لاستقلال الصحراء الغربية عن إسبانيا (الصورة مُتلقطة عام 2005)

في الأيام الأخيرة من حكم فرانكو وبعد المسيرة الخضراء المغربية، اضطرت الحكومة الإسبانية لتوقيع اتفاق مدريد (سُمي أيضا بالاتفاق الثلاثي) مع كل من المغرب وموريتانيا كما بدأت في نقل الأراضي لملاكها ابتداء من 14 تشرين الثاني/نوفمبر 1975، وحينها قررت ترك ملكية الصحراء الغربية مشتركة بين المغرب وجارته الجنوبية موريتانيا؛ فسيطر الأول على الثلثين الشماليين من المنطقة القريبة منه بينما سيطرت الثانية (موريتانيا) على المحافظات الجنوبية بما في ذلك الثلث الجنوبي من زيمور الغربية، ثم أنهت إسبانيا وجودها في الصحراء الإسبانية في غضون ثلاثة أشهر، وتم إعادة تسمية ما تبقى المناطق.
السيطرة المغربية-الموريتانية على الصحراء الغربية لقيت مقاومة شرسة من قبل جبهة البوليساريو التي دعمتها الجزائر، وحينها بدأت حرب العصابات التي استمرت حتى عام 1979، فانسحبت موريتانيا بسبب ضغوط من البوليساريو، بما في ذلك قصف هذه الأخيرة لمنطقة رأس المال وغيرها من الأهداف الاقتصادية، وفي نفس الوقت كان المغرب يبسط سيطرته تدريجيا على بقية الأراضي؛ مما استفز العصابات المسلحة التي حاولت استهداف الجدار الرملي والذي بنته المغرب قصد استبعاد مقاتلي حرب العصابات عن حدودها. توقف القتال عام 1991 بإشراف من بعثة الأمم المتحدة لتنظيم استفتاء في الصحراء الغربية وذلك في إطار شروط قصد الوصول إلى خطة تسوية مناسبة للطرفين.

### المماطلة في الاستفتاء على خطة التسوية

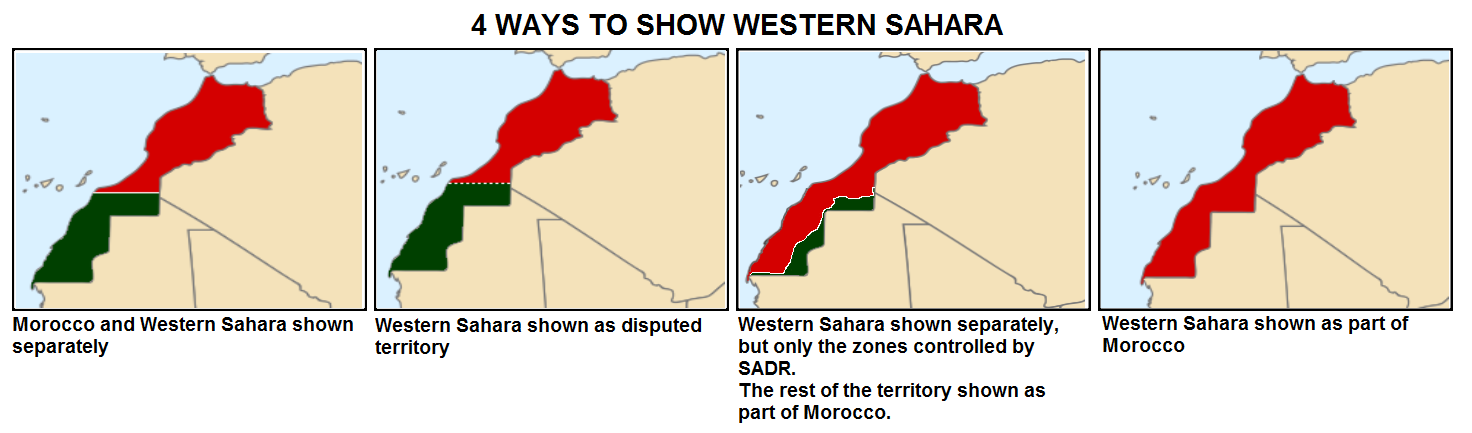
طرق رسم موقع الصحراء الغربية حسب كل بلد.

الاستفتاء الذي كان مقررا في عام 1992، توقع إعطاء السكان المحليين الخيار بين الاستقلال أو الخضوع لسيادة المغرب لكنه سرعان ما توقف. ثم كانت هناك محاولة عام 1997 من قبل هيوستن من أجل إعادة إحياء مقترح الاستفتاء ولكن هذا لم ينجح. واعتبارًا من 2010 تمت عدة مفاوضات وسط شروط كثيرة لكنها لم تسفر عن أي حل، ومنذ سنة 2000 تعتبر السلطات في المغرب أن أي استفتاء هو استفتاء لاغي وغير مقبول وذلك بسبب عدم تحديد هوية المشاركين في ذلك الاستفتاء وما إذا كانوا فعلا مواطنين قاطنين في الجنوب أم تابعين لجماعة البوليساريو التي يعتبرها المغرب جماعة محرمة، وفي نفس الوقت لا تزال تصر البوليساريو على إجراء الاستفتاء قصد تحديد المصير النهائي للمنطقة، وإلا فلن يكون هناك حل لهذه المشكلة القائمة منذ فترة.
تبادل كلا الجانبين التهم وإلقاء اللوم على بعضهما البعض بسبب المماطلة في إجراء الاستفتاء، حيث أصرت البوليساريو على السماح للمواطنين المسجلين في الإحصاء الإسباني لسنة 1974 بالتصويت في حين يرغب المغرب في السماح لكل سكان الجنوب بالتصويت وهذا ما تخشاه جماعة البوليساريو التي ترى أن المغرب أرغم مواطنين من مناطق أخرى على العيش في الصحراء مقابل تعويضات مادية مغرية وذلك بهدف التصويت على سيادة المغرب على تلك الأقاليم. وكانت جهود مبعوثي الأمم المتحدة لإيجاد أرضية مشتركة لكلا الطرفين قد فشلت؛ وبحلول عام 1999 حددت الأمم المتحدة حوالي 85,000 من الناخبين، نصفهم يعيشون في المناطق التي تُسيطر عليها المغرب أما النصف الآخر فينتشر في مخيمات تندوف للاجئين وموريتانيا وغيرها من الأماكن. هذه القائمة من الناخبين قبلتها جبهة البوليساريو كما فعلت مع القائمة السابقة التي قدمتها الأمم المتحدة (اعتُمد في كلاهما على الإحصاء الإسباني لعام 1974) إلا أن المغرب رفضهما مؤكدا على أن المنظمة استثنت عددا كبيرا من المواطنين الذين يعيشون هناك، وأصر على ضرورة إدراجهم.

### خطة بيكر
قام المبعوث الشخصي للأمين العام جيمس بيكر بزيارة جميع الجهات المتنازعة حول قضية الصحراء الغربية ثم وقع اتفاقية شهيرة عُرفت بـ «خطة بيكر» (نسبة إلى اسم المبعوث). وقد نوقشت هذه الخطة من قبل مجلس الأمن التابع للأمم المتحدة في عام 2000، حيث اعتبرت الصحراء الغربية منقطة مستقلة ذاتيا بحكم الأمر الواقع لكن هذا لا يعني ملكيتها لجبهة البوليساريو بل الاستفتاء الذي كان من المتوقع أن يتم بعد خمس سنوات هو من سيحدد مصير المنطقة ومصير الشعب الصحراوي القاطن فيها، لكن هذا لم يحصل بعدما طالب المغرب بضرورة إدراج كل شخص موجود في الإقليم في اللوائح الانتخابية بغض النظر عن مسقط رأسه وهذا ما لم تصادق عليه الجبهة.
تم رفض إجراء الاستفتاء من قبل كلا الجانبين، وعلى الرغم من أن الرفض كان مغربي في البداية لكن سرعان ما نهجت البوليساريو نهج المملكة وقررت رفض الاستفتاء هي الأخرى، ووفقا لخطة بيكر فإن عشرات الآلاف من قاطني الصحراء هم مهاجرين ومواطنين مغاربة ضمهم المغرب لتلك المنطقة (يُنظر إليهم من قبل البوليساريو كمستوطنون أما المغرب فيعتبرهم سكان شرعيين) وقد منحهم مشروع بيكر حق التصويت في الاستفتاء لكن الجبهة رفضت هذا الأمر عرضا وتفصيلا.
مشروع الاقتراع كان يهدف إلى جعل الشعب الصحراوي يُقرر مصيره بيده وحتى لو صوت على الحكم الذاتي فلم تكن السلطات في المغرب لتسمح بذلك، فهي قوضت في العديد من المناسبات الدعوات إلى الاستقلال في المخيمات الجنوبية. هذا بالإضافة إلى أن المغرب أكد مرارا وتكرارا على أنه لن يسحب جيشه من المنطقة وسيبقى مسيطرا على كل القضايا الأمنية سواء حدث استقلال أم انضم الإقليم رسميا للملكة. وتجدر الإشارة إلى أن ملك المغرب محمد السادس بن الحسن كان قد صرح عام 2002 أن فكرة الاستفتاء هي فكرة «خارج التاريخ» و«لا يمكن تنفيذها»، مما خلف ردود فعل قوية لدى جبهة البوليساريو التي اتهمت المملكة باحتلال تلك المنطقة وعدم ترك تقرير المصير لشعبها.
في عام 2003، تم اقتراح نسخة جديدة من الخطة الرسمية (خطة بيكر) مع بعض الإضافات والتعديلات؛ إلا أن سلطات المغرب رفضتها مجددا مؤكدة على أن التعديلات في مشروع القرار يُقلص من صلاحياتها. وكانت الخطة المعدلة قد قدمت مزيدا من التفاصيل حول عملية الاستفتاء من أجل جعل الأمر أكثر صعوبة في حالة الرغبة في المماطلة أو المقاطعة، وقد عُرف المشروع الثاني باسم «بيكر الثاني» الذي وافقت عليه مجموعة البوليساريو في لحظة شكَّلت مفاجئة للعديد من الأطراف المفاوضة والمشاركة في النزاع.

### عقد الـ 2000

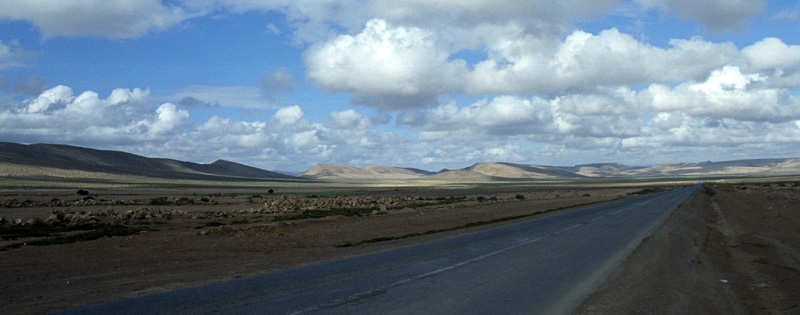
المناظر الطبيعية في شمال الصحراء الغربية.

استقال بيكر من منصبه في الأمم المتحدة عام 2004؛ وقد صرح عقب تقديم الاستقالة قائلا: «إنني لا أظن أن هناك حل لهذه الأزمة»، وقد جاءت استقالته بعد عدة أشهر من المحاولات الفاشلة لاستمالة المغرب من أجل الدخول في مفاوضات رسمية بشأن خطته لكن السلطات في المملكة قابلته بالرفض. خاصة بعدما عارض محمد السادس ملك المغرب إجراء أي استفتاء على الاستقلال قائلا: «نحن لن نتخلى عن شبر واحد من بلدنا الحبيب ومن صحرائنا بل لن نتخلى عن حبة واحدة من رمالها».
بدلا من ذلك، تم اقتراح تعيين هيئة استشارية حملت اسم المجلس الملكي الاستشاري للشؤون الصحراوية (يُعرف اختصارا باسم CORCAS) من أجل النظر في قضية الحكم الذاتي في الصحراء الغربية. وكان والد محمد الحسن الثاني قد أيد ودعم في البداية (تحديدا عام 1982) فكرة الاستفتاء من حيث المبدأ لكن تأييده هذا بدأ يقل تدريجيا بعدما تحركت جبهة البوليساريو هي الأخرى ووقعت عقودا متعددة مع الأمم المتحدة في عامي 1991 و1997؛ كما كانت القوى الكبرى العالمية قد أعربت عن رغبتها في الوصول لحل نهائي للمسألة، ومع ذلك فقد أظهر المغرب القليل من الاهتمام في الاستفتاء.

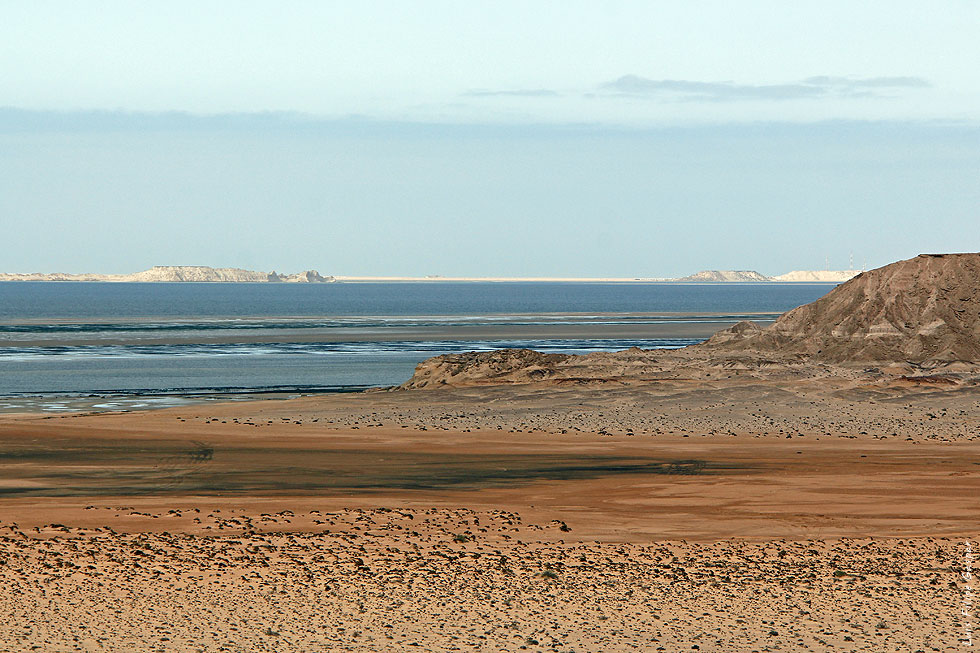
خليج الداخلة بالقرب من مدينة الداخلة.

تحركت الأمم المتحدة قصد العثور على حل بديل بعد انهيار خطة بيكر الثانية خاصة بعد تجدد القتال وخرق اتفاق وقف إطلاق النار. وفي عام 2005 نشر الأمين العام السابق للأمم المتحدة كوفي عنان تقريرا أكد فيه زيادة النشاط العسكري من جانب جبهة البوليساريو التي اتهمها بخروقات عدة خاصة فيما يتعلق بوقف إطلاق النار كما اتهم المغرب بزيادة التحصينات العسكرية ورفع درجة التأهب لمستوى كبير.
حاول المغرب والجزائر مرارا وتكرارا من خلال مفاوضات ثنائية الوصول لحل لكن هذا لم ينجح، خاصة وأن المملكة تتهم الجزائر بدعم جبهة البوليساريو وتعتبرها مخلب قط تابع للجيش الجزائري، في حين تنفي الجزائر في معظم الأحيان هذه التهم وتُؤكد هي بدورها أن المغرب حصل على دعم صريح من قبل كل من فرنسا والولايات المتحدة قصد السيطرة على تلك الأقاليم. وكانت المفاوضات التي عقدها «الجارين» من شأنها أن تحدد بالضبط الحدود كما من شأنها أن تمنح للصحراء الغربية حق الاستقلال الذاتي أو السيادة تحت الحكم المغربي، إلا أن هذا الأخير لم يبد استعدادا من خلال تصريحات مسؤوليه التي أكدوا فيها أن منطقة الصحراء منطقة غير مسموح التصرف فيها، أما الحكومة الجزائرية فقد رفضت باستمرار ما تدعيه المملكة التي دخلت في خصام مع جارتها الجزائرية بعدما اعتبرت أن ما تقوم به ليس من شأنها وليس لها أصلا حق التفاوض نيابة عن جبهة البوليساريو.
اندلعت مظاهرات وأعمال شغب عام 2005 من قبل أنصار الاستقلال في عدة مناطق بالمغرب لا سيما في بلدة آسا؛ وقد اعترضتهم الشرطة وعنفتهم حسب عدة تقارير مما دفع بالعديد من منظمات حقوق الإنسان الدولية للتعبير عن قلقها إزاء ما أسموه سوء المعاملة من قبل قوات الأمن المغربية، وكان عدد من النشطاء الصحراويين قد تم سجنهم دون محاكمة خاصة الناشطين المنتميين لجبهة البوليساريو، وقد سُميت هذه المظاهرات باسم «انتفاضة الاستقلال».

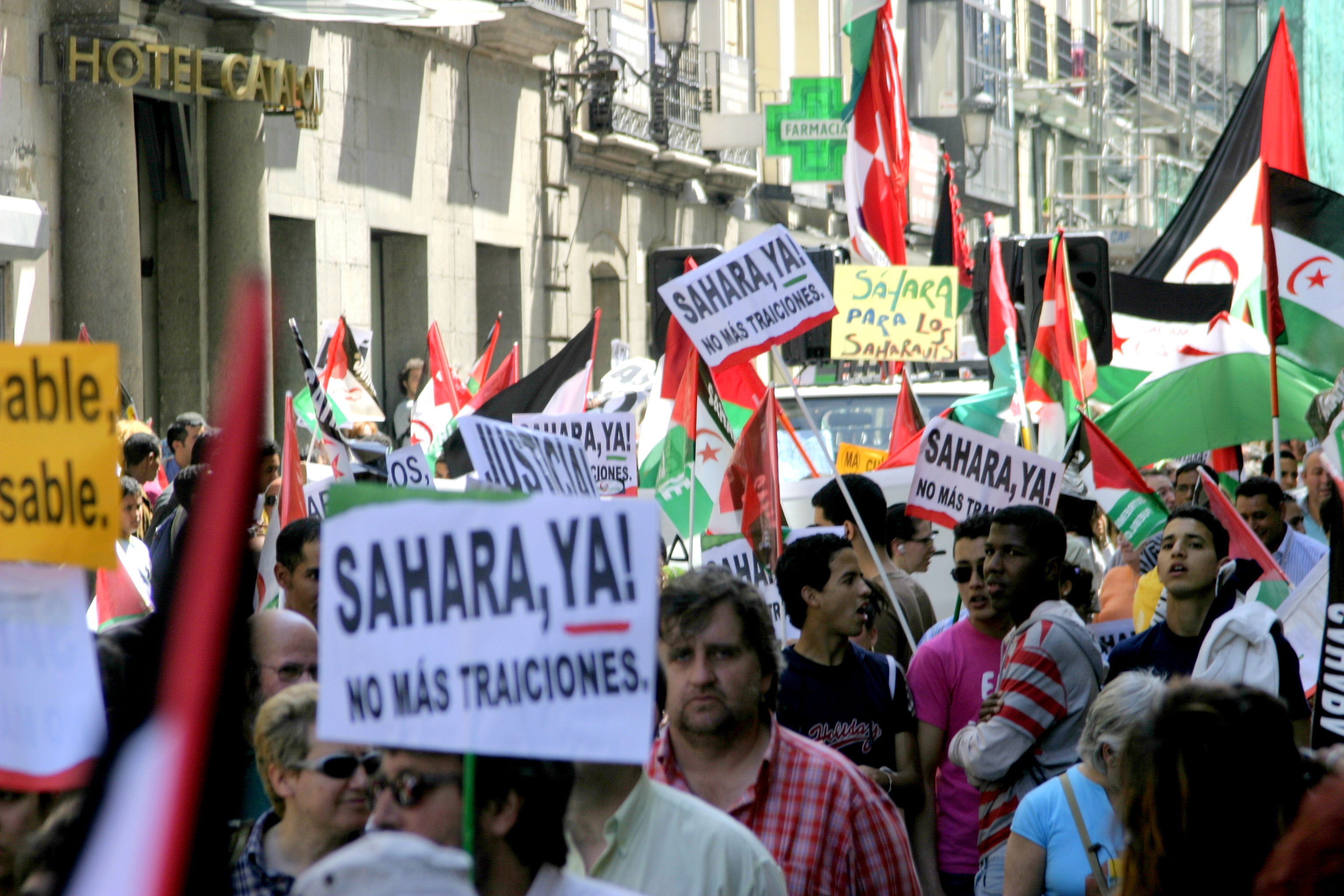
مظاهرة في مدريد من أجل استقلال الصحراء الغربية.

المظاهرات والاحتجاجات لا تزال تحدث داخل مدن المغرب (خاصة الجنوبية منها) بشكل متقطع على الرغم من أن المملكة كانت قد أعلنت في شباط/فبراير 2006 أنها تُفكر في خطة نقل محدودة للحكم الذاتي للإقليم ولكنها لا تزال ترفض علنا وبصراحة إجراء الاستفتاء على الاستقلال.
اعتبارا من كانون الثاني/يناير 2007 لم تعد تصريحات رفض الاستفتاء من قبل السلطات المغربية علنية، وادعت الحكومة المغربية في أكثر من مرة أن الاستفتاء غير مكتمل وإلا لكانت ستوافق عليه.
هددت جبهة البوليساريو بشكل متقطع باستئناف القتال، مشيرة إلى أن المغرب رفض الاستفتاء كما خرق وقف إطلاق النار، ولكن معظم المراقبين يرون أن احتمال اندلاع نزاع مسلح حول المنطقة غير وارد خاصة وأن البوليساريو لا يمكنها التحرك إلا بالحصول على الضوء الأخضر من الجزائر التي لا ترغب _على الأقل في الفترة الحالية_ في ضم الصحراويين لها.
في نيسان/أبريل 2007، اقترحت حكومة المغرب أن تصبح الصحراء الغربية كيانا يتمتع بالحكم الذاتي وذلك عن طريق المجلس الملكي الاستشاري للشؤون الصحراوية (CORCAS) الذي ينبغي أن يحكم الإقليم؛ وقد تم عرض المشروع على مجلس الأمن التابع للأمم المتحدة في منتصف نيسان/أبريل 2007.

### عقد الـ 2010
في تشرين الأول/أكتوبر 2010، تم إنشاء مخيم إكديم يزيك بالقرب من العيون احتجاجا من النازحين الصحراويين بسبب ظروفهم المعيشية الصعبة، وقد كان المخيم يضم أزيد من 12.000 من النازحين وبدأ العدد في تزايد تدريجي؛ لكن في تشرين الثاني/نوفمبر 2010 (بعد أقل من شهر على إنشائه) تدخلت قوات الأمن المغربية واقتحمت المخيم في الساعات الأولى من الصباح ثم قامت باستخدام طائرات هليكوبتر ومدافع المياه لإجبار الناس على ترك تلك المخيمات في اعتداء صارخ على حقوق الإنسان؛ لتتحرك جبهة البوليساريو بعد الواقعة مؤكدة على لسان المتحدث الرسمي باسمها أن قوات الأمن المغربية قد قتلت مجموعة من المتظاهرين في المخيم وهو ادعاء نفته المغرب.
عُرفت الحادثة بقضية تفكيك مخيم إكديم يزيك؛ وقد نجم عنها غضب شعبي من جانب الصحراويين الذين خرجوا لشوارع مدينة العيون وقاموا بإلقاء الحجارة على الشرطة كما أضرموا النار في إطارات السيارات وأرسلوها مباشرة نحو مجموعة من المباني بما في ذلك محطة التلفزيون التي دمرتها ألسنة اللهب وقد صرح مسؤولون في الشرطة المغربية أن خمسة من أفراد الأمن قد قُتلوا خلال هذه الاضطرابات.
في 15 تشرين الثاني/نوفمبر 2010، اتهمت الحكومة المغربية المخابرات الجزائرية بتدبير تمويل مخيم إكديم يزيك وذلك بهدف زعزعة الاستقرار في المنطقة. أما الصحافة الإسبانية فقد اتهمت السلطات في المغرب بشن حملة تضليل ضد الصحراويين وذلك بعدما قامت بمنع جميع الصحفيين الأجانب من دخول المنطقة وطردت آخرين بينما منعت الباقي من السفر، وقد تزامنت الاحتجاجية مع جولة جديدة من المفاوضات في الأمم المتحدة.
في عام 2016، أعلن الاتحاد الأوروبي أن «الصحراء الغربية ليست جزءا من الأراضي المغربية.» وفي آذار/مارس 2016 طرد المغرب أكثر من 70 عاملا في الأمم المتحدة أو عاملا في بعثتها وذلك بسبب توتر العلاقات بعد أن صرح بان كي مون في مؤتمر مدعيا أن ضم المغرب للصحراء الغربية هو بمثابة «احتلال لدولة ذات سيادة».

## السياسة

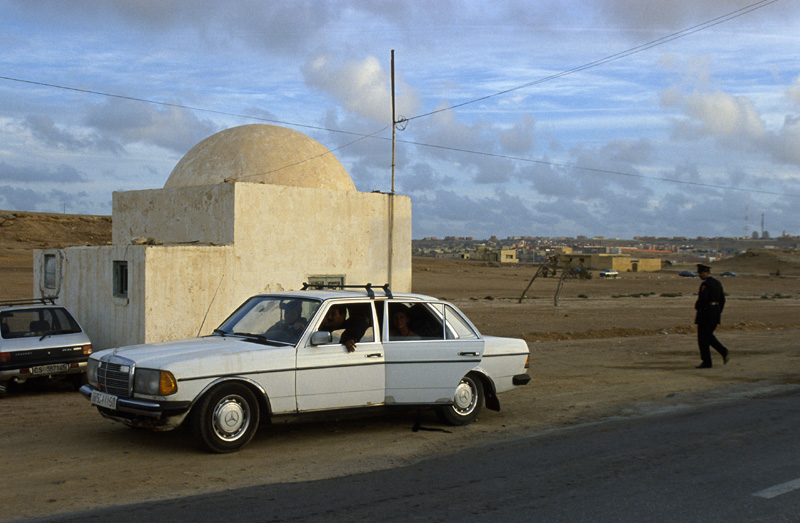
نقطة تفتيش للشرطة في ضواحي العيون

لا تزال السيادة على الصحراء الغربية المتنازع عليها بين المغرب وجبهة البوليساريو ومركزها القانوني دون حل، فالأمم المتحدة تعتبر المنطقة غير متمتعة بالحكم الذاتي.
يُدار المغرب بشكل رسمي من قبل برلمان من مجلسين ويتحكم برلمان المغرب في إصدار القرارات في إطار الملكية الدستورية أما مجلس النواب المغربي فله القدرة على تعيين الحكومة وحل البرلمان إلا أن التحكم في القرارات الكبرى _ومنها قضية الصحراء_ تظل في يد الملك الذي يُصر على أن تلك المنطقة تابعة للمغرب بما في ذلك العديد من المحافظات التي يعتبرها جزءا لا يتجزأ من المملكة. وتدعم الحكومة المغربية بشدة أقاليم الصحراء كما تحاول السيطرة عليها من خلال خفض معدل استهلاك الوقود والإعانات في حالة ما رفضت سيادة المغرب عليها.
للجمهورية العربية الصحراوية الديموقراطية حكومة في المنفى وتعمل الجمهورية بنظام الحزب الواحد البرلماني والنظام الرئاسي، ولكن وفقا للدستور فإن هذا سوف يتغير إلى نظام متعدد الأحزاب عند تحقيق الاستقلال، وتعتبر الجمهورية مدينة العيون عاصمة لها وتطمح للسيطرة عليها أو الحصول على استقلالها من المغرب.

### حقوق الإنسان

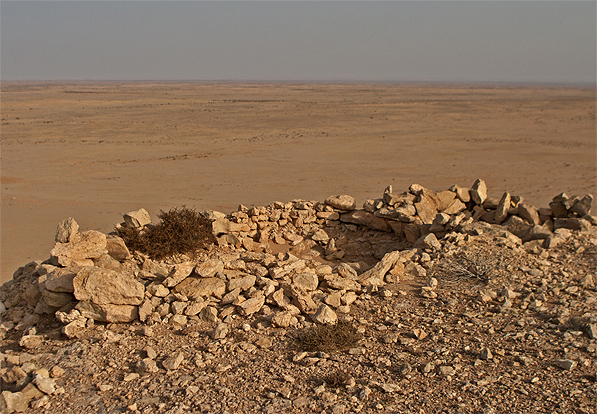
منطقة سانغار في الصحراء الغربية. بُنيت وشُكلت من الصخور على رأس ميسا وتطل على الواجهة الشمالية من سانغار ويُعتقد أنها بنيت من قبل الصحراويين في 1980.

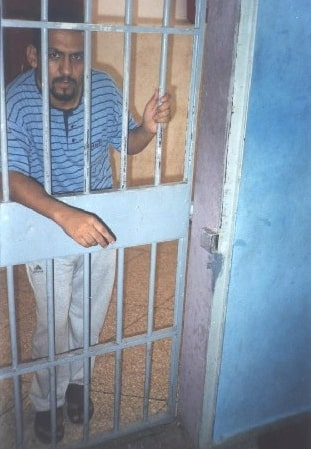
علي سالم التامك من الناشطين والمدافعين عن حقوق الإنسان وعن حقوق الشعب الصحراوي خلف القضبان في سجن آيت ملول المغربي.

الصراع في وحَوْلَ الصحراء الغربية أدى إلى انتهاك حقوق الإنسان بشدة وبشكل متكرر حسب ما نشره الصحفيين المستقلين الذين عاينوا أحوال المواطنين هناك، هذا وتجدر الإشارة إلى أن عشرات الآلاف من الصحراويين المدنيين قد نزحوا وفروا من تلك المناطق متجهين صوب المغرب أو الجزائر،  كما سقط العديد من الضحايا جراء الحرب وقُمع عشرات آخرون أو تم استخدامهم كدروع بشرية.
خلال سنوات الحرب (1975-91)، تبادل كلا الجانبين التهم بخصوص استهداف المدنيين. فالمغرب يعتبر البوليساريو جماعة إرهابية تتلقى الدعم من الخارج ويُحاول في كل المناسبات الضعط على المجتمع الدولي من أجل إدراجها في قوائم الإرهاب إلا أن الولايات المتحدة والاتحاد الأوروبي والاتحاد الأفريقي والأمم المتحدة ترفض إدراج الجماعة على قوائم المنظمات الإرهابية. ويُوضح قادة البوليساريو أن أفكارهم تتعارض أصلا مع الإرهاب، ويُصرون على أن العقاب الجماعي والاختفاء القسري الذي يطبقه المغرب في صفوف الصحراويين المدنيين هو الإرهاب الحقيقي لذلك يُطالبون بإدراج المغرب أو جزء منه فيما يُعرف بإرهاب الدولة. ويتهم كل من المغرب وجبهة البوليساريو بعضهما البعض بانتهاك حقوق الإنسان ومحاولة السيطرة على الأقاليم الجنوبية ومخيمات تندوف للاجئين في الجزائر على التوالي. وكان المغرب جنبا إلى جنب مع منظمات دولية مثل منظمة فرنسا للحريات قد شككوا في أن الجزائر قد تكون المسؤولة المباشرة عن أي جرائم ارتُكبت على أراضيها، وتتهمها بالتورط في مثل هذه الانتهاكات.
تعرض المغرب لانتقادات متكررة بسبب أفعاله وتصرفاته في الصحراء الغربية من قبل منظمات حقوق الإنسان الدولية بما في ذلك:
- منظمة العفو الدولية[57]

- هيومن رايتس ووتش[58][59]

- المنظمة الدولية لمناهضة التعذيب
- فريدم هاوس[60]
- مراسلون بلا حدود[61]

- اللجنة الدولية للصليب الأحمر
- المفوضية السامية للأمم المتحدة لحقوق الإنسان[62]
- منظمة حقوق الإنسان[63]
- منظمة الدفاع الدولي[64][65]

- فرونت لاين ديفندرز (منظمة الخط الأمامي)[66][67][68][69]

- الفدرالية الدولية لحقوق الإنسان[70][71][72][73][74]

- جمعية الشعوب المهددة[75][76]

- مجلس اللاجئين النرويجي[77]

كما تلقت جبهة البوليساريو انتقادات من العديد من المنظمات خاصة الفرنسية منها فرنسا للحريات وذلك بشأن معاملة أسرى الحرب المغاربة، وكذلك التصرفات العدائية في مخيمات اللاجئين في تندوف حسب تقارير لجمعيات بلجيكية.

## التقسيمات الإدارية

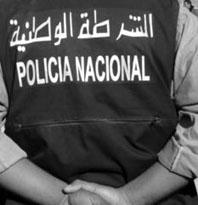
الشرطة الصحراوية الوطنية

### الجمهورية العربية الصحراوية الديمقراطية
- الولاية
- الشرطة

### المناطق والمحافظات المغربية
ثلاثة مناطق مغربية موجودة جزئيا داخل الصحراء الغربية وهي:
- جهة كلميم واد نون
إقليم آسا الزاك
- جهة العيون الساقية الحمراء
إقليم بوجدور
إقليم السمارة
إقليم العيون
إقليم طرفاية
- جهة الداخلة وادي الذهب
إقليم أوسرد
إقليم وادي الذهب

يُسيطر المغرب على أراضي غرب الجدار الرملي في حين تدعي الجمهورية العربية الصحراوية الديموقراطية أن مدينة العيون عاصمتها وكل تلك المناطق الجنوبية ملكا لها.

## النزاع

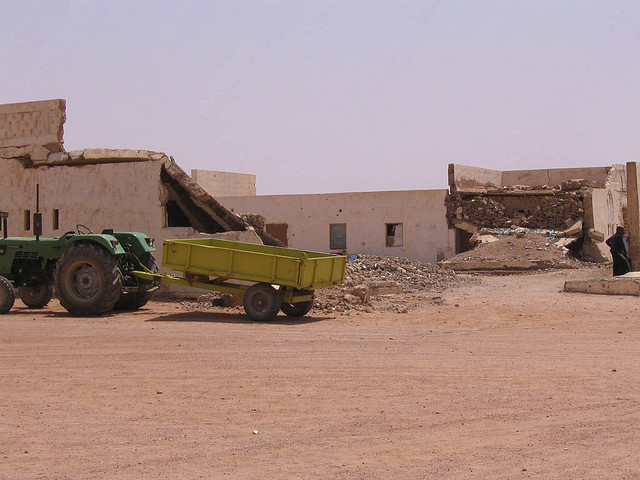
ثكنات عسكرية إسبانية في تفاريتي سيطر عليها المغرب بعد الاستقلال واستغلها في تنفيذ الضربات الجوية عام 1991.

تم تقسيم الصحراء الغربية بين المغرب وموريتانيا في نيسان/أبريل 1976، حيث حصل المغرب على الثلثين الشماليين من الإقليم، أما موريتانيا فقد انسحبت تحت ضغط من ميليشيات البوليساريو ثم تخلت في وقت لاحق عن جميع مطالبها وذلك بحلول آب/أغسطس عام 1979، في تلك الفترة انتقل المغرب لاحتلال القطاع مستغلا انسحاب جارته الجنوبية وقد تمكن فعليا من فرض سيطرته على الإقليم كله، ثم تحدث الناطق الرسمي باسم الحكومة المغربية مؤكدا على أن «المحافظات الجنوبية» في الصحراء الغربية ملكا لهم وتتألف بالأساس من وادي الذهب والساقية الحمراء.
بالرغم من كل هذا فالحكومة المغربية لم تُسيطر بعد على كامل المنطقة؛ خاصة تلك التي تقع بين الجدار الرملي وكذلك المناطق الحدودية مع الجزائر (انظر الخريطة). أما جبهة البوليساريو فقد طالبت بتشغيل هذا المنطقة الحرة نيابة عن الجمهورية العربية الصحراوية الديمقراطية ثم بدأت تحركاتها فعليا من خلال دوريات تابعة لقوات البوليساريو، التي تقيد وصول الصحراويين أنفسهم لتلك المنطقة بسبب الظروف المناخية القاسية في الصحراء الكبرى، وكذلك بسبب الصراع العسكري ووفرة الألغام الأرضية. وكانت المملكة المتحدة قد قامت بإجراءات متعددة من أجل النظر في قضية الألغام الأرضية حيث أجرت المسح الأولي في تشرين الأول/أكتوبر 2005 ثم في شباط/فبراير–آذار/مارس 2006، وقد كشف التقييم الميداني الذي تم في محيط بئر لحلو والسواتر عن تركز الألغام أمام الحواجز؛ حيث زُرعت في تعرجات تصل إلى متر واحد، وفي بعض أجزاء من السواتر هناك ثلاثة صفوف من الألغام. هناك أيضا حواجز خاضعة لسيطرة المغرب خاصة في مدينة الداخلة وتمتد حتى بوجدور بما في ذلك السمارة على الحدود المغربية. ومع ذلك، فإن زرع الألغام لا يقتصر على محيط الحواجز فقط؛ فالمستوطنات الخاضعة لجبهة البوليساريو مثل بير لحلو تُحيط بها حلقية من الألغام زرعتها القوات المغربية.
العائق الأكبر _حسب الأمم المتحدة_ هو وجود مدنيين في تلك المنطقة، لذلك فالهيئة تخشى اندلاع نزاع مسلح قد يودي بحياة العشرات منهم خاصة الرحل الصحراويين القادمين من تندوف أو من مخيمات اللاجئين في الجزائر أو من المجتمعات الصحراوية في موريتانيا. وكانت بعثة الأمم المتحدة لتنظيم استفتاء في الصحراء الغربية قد نشرت تقريرها الذي أكدت فيه وجود قوات من الطرفين المتنازعين؛ كما أشرفت قوات الأمم المتحدة على وقف إطلاق النار بين جبهة البوليساريو والمغرب المتفق عليه في عام 1991 حسب خطة التسوية.
قوات البوليساريو (من الصحراويين والجيش الشعبي لتحرير السودان) قسمت الإقليم إلى سبعة «مناطق عسكرية»، كل تسيطر عليها جبهة معينة وكل الجبهات تابعة لرئيس الجمهورية العربية الصحراوية الديمقراطية. أما إجمالي عدد قوات جبهة البوليساريو والناشطين في حرب العصابات التابعين لهم فغير معروف ولكن يُعتقد أن عددهم لا يتحاوز بضعة آلاف من الرجال على الرغم من العديد منهم قد تم تسريحهم بسبب وقف إطلاق النار. وتقوم القوات التابعة للبوليساريو بحفر الخنادق تحت الأرض وتجهيز المضادات الدفاعية والقواعد العسكرية فضلا عن تسيير دوريات متحركة من الإقليم.[إخفاق التحقق]
قام الرئيس الصحراوي بعقد عدة مؤتمرات مع قياد في جبهة البوليساريو كما عقد دورات في المجلس الوطني الصحراوي (برلمان الجمهورية العربية الصحراوية الديموقراطية في المنفى) وعقد أيضا اتفاقات في المنطقة الحرة (خاصة في تفاريتي وبير لحلو)، لأنه _من وجهة نظر الرئيس_ من المهم من الناحية السياسية والرمزية إجراء الشؤون السياسية في الأراضي الصحراوية. وفي عام 2005 قدم الرئيس الصحراوي شكوى لبعثة مجلس الأمن في الأمم المتحدة بسبب «مناورات عسكرية وتدريبات على إطلاق نار في المناطق المحظورة» من قبل المغرب.

## الاقتصاد

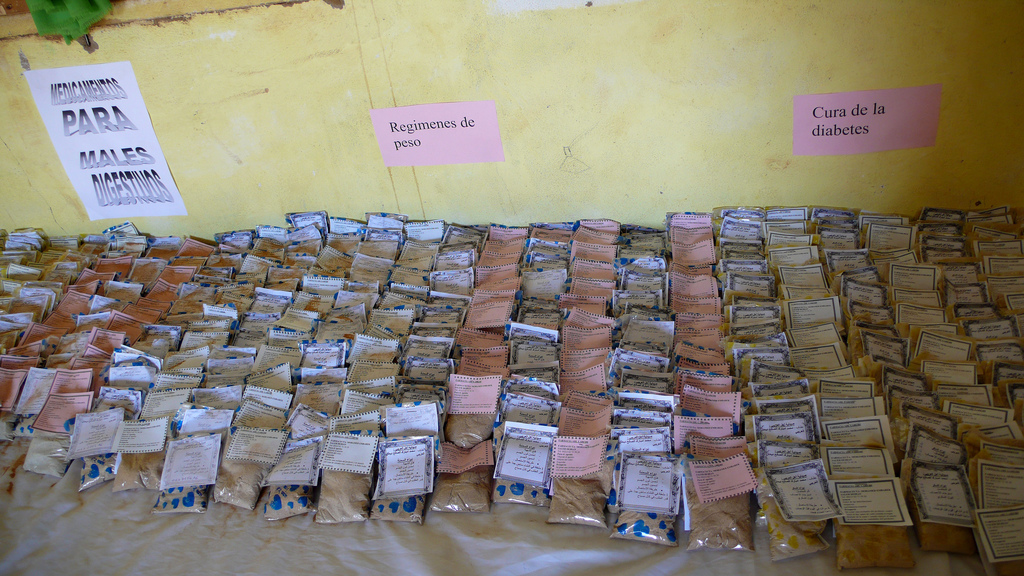
المنتجات الطبيعية في صيدلية "بدائية" في الصحراء الغربية.

بصرف النظر عن أنشطة الصيد الفلاحي واحتياطيات الفوسفات الكبيرة في الصحراء الغربية؛ فهذه الأخيرة لديها عدد قليل من الموارد الطبيعية كما تفتقر إلى ما يكفي من الأمطار وموارد المياه العذبة في معظم الأنشطة الزراعية. هذا مع العلم أن احتياطيات الفوسفات غير مهمة نسبيا ولا تستطيع التعويض عن غياب باقي مصادر الطاقة خصوصا أنها لا تُشكل سوى نسبة 2% من احتياطي الفوسفات لدى المملكة المغربية. لكن ما يُعطي للمنطقة أهمية أكبر هو احتمالية وجود النفط وحقول الغاز الطبيعي قبالة الساحل، وبالرغم من ذلك فالنقاش لا يزال قائما حول ما إذا كانت هذه الموارد مُربحة ويجب استغلالها ومما إذا كان هذا مسموحا به أصلا حسب قانون الأمم المتحدة للأقاليم غير المتمتعة بالحكم الذاتي.
يعتمد اقتصاد الصحراء الغربية «كليا» على الصيد ومناجم الفوسفات التي توظف ثلثي شباب المنطقة، فيما يعمل الثلث الباقي بدرجة أقل في الزراعة وتُسهم السياحة (بنسبة ضعيفة) أيضا في اقتصاد الإقليم. أما معظم المواد الغذائية التي يقتنيها السكان في المناطق الحضرية فتأتي من المغرب الذي يُسيطر على كل الأنشطة الاقتصادية بما في ذلك التجارة.
شجعت الحكومة المغربية مواطنيها على الانتقال للعيش في الإقليم وذلك من خلال تقديم الدعم والرقابة على أسعار السلع الأساسية. وكانت المملكة قد قدمت حوافز متعددة لسكان الجنوب وذلك من أجل تحفيزهم على العيش والبقاء في تلك المنقطة.
كشف تسرب البرقيات الدبلوماسية للولايات المتحدة الأمريكية على أن الإقليم يُشكل إلى حد ما عبئا اقتصاديا على المغرب؛ حيث قدمت المملكة 800 مليون دولار أمريكي لبرنامج الدعم في الصحراء الغربية لتكون بذلك واحدة من أكبر برامج المساعدات في التاريخ. كما تقوم المملكة بإعادة الحياة للأراضي التي تُعاني من شح موارد المياه العذبة والأمر مكلف للغاية؛ فعلى سبيل المثال لا الحصر فإن جميع مياه الشرب في مدينة العيون تأتي من مراكز تحلية تُكلف 3 دولار لكل متر مكعب علما أن السعر الوطني هو 0.0275 دولار أمريكي، أما فرق السعرين فتتكلف الحكومة المغربية بدفع ثمنه. أما الوقود فيُباع بنصف سعره الحقيقي ويُعتبر من السلع الأساسية المدعومة بشكل كبير، لذلك فالشركات العاملة في الإقليم لا تدفع الضرائب، ويتم كل هذا من أجل الحفاظ على التوازن المالي في الصحراء الغربية، وبالرغم من ذلك يعتقد الخبراء أن الإقليم غير قابل للحياة من الناحية الاقتصادية كما أن سكان الإقليم غير قادرين على العيش فيه لولا الإعانات المغربية.

### استغلال الموارد الطبيعية
هناك حقول نفط في موريتانيا مما رفع من التكهنات بخصوص إمكانية العثور على نفط قبالة سواحل الصحراء الغربية وهذا ما يُعطيها أهمية كبرى، فعلى الرغم من أن النتائج لم تُحسم بعد إلا أن كل من المغرب وجبهة البوليساريو قد وقعتا صفقات مع عدة شركات فرنسية وأمريكية (لا سيما توتال) قصد التنقيب عن النفط والغاز.
في عام 2002، نشر هانز كوريل وكيل الأمين العام للأمم المتحدة ورئيس مكتب الشؤون القانونية تقريرا بشأن هذه المسألة، وقد صدر التقرير بعد إجراء تحليل الأحكام ذات الصلة بميثاق الأمم المتحدة بالإضافة إلى قرارات الجمعية العامة للأمم المتحدة وكذلك قرارات محكمة العدل الدولية وممارسات الدول ذات السيادة. وخلص التقرير إلى أن ما يقوم به الطرفان المتنازعان أمر غير قانوني حيث جاء فيه: «إن إجراء مزيد من أنشطة الاستكشاف واستغلال الأراضي والمضي قدما في تجاهل مصالح ورغبات شعب الصحراء الغربية يُمثل انتهاكا صارخا لمبادئ القانون الدولي.»
بعد ضغوط من المجتمع الدولي؛ انسحبت الشركات التي وقعت عقود التنقيب على النفط في أواخر عام 2004. وكان الاتحاد الأوروبي قد وقع اتفاقيات صيد مع المغرب تشمل الصحراء الغربية، إلا أن البرلمان الأوروبي واستنادا إلى القانون رأى أن الصيد من قبل السفن الأوروبية في الصحراء الغربية في الوضعية الحالية انتهاك صارخ للقانون الدولي. وبالمثل، فإن استغلال الفوسفات والمناجم في بوكراع خلق ضجة كبيرة، حيث اتهمت الجمعيات الدول الأوروبية التي تعمل في تلك المنطقة بانتهاك القانون الدولي مما جعل تلك الدول تسحب استثماراتها إلى حين الوصول لحل نهائي ودائم.

## الثقافة

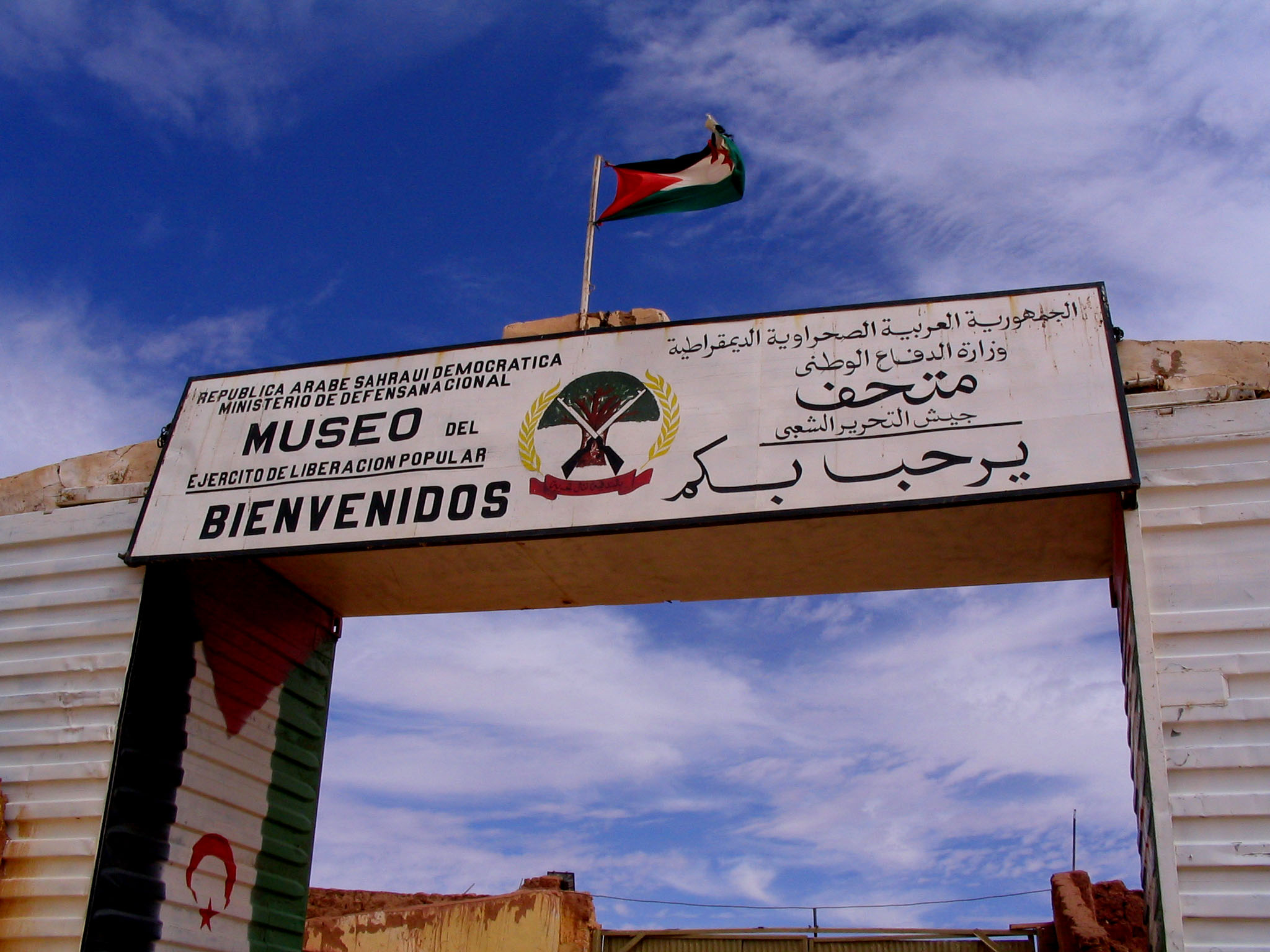
متحف جيش التحرير للشعب الصحراوي.

المجموعة العرقية الرئيسية في الصحراء الغربية هم الصحراويين البدو وهي مجموعة عرقية تتحدث اللهجة الحسانية القريبة إلى حد ما من اللغة العربية بل مشتقة منها، وتنتشر هذه اللهجة أيضا في موريتانيا. كما أن هناك بعض الأفراد الذين يتحدثون لغة البربر، وغالبية المصادر تُرجع نَسَبَ متحدثي الحسانية لقبيلة بني حسان العربية التي هاجرت عبر الصحراء في القرن الحادي عشر.
فعليا لا يمكن التمييز بين متحدث اللهجة الحسانية ومتحدث المورو من موريتانيا، فالشعب الصحراوي يختلف عن جيرانه جزئيا في الانتماءات القبلية وكذلك في اللهجة وذلك نتيجة تعرضهم لاستعمار إسباني طويل الأمد إلى حد ما، أما الأراضي المحيطة به فقد تعرضت لحكم استعماري فرنسي خالص.
مثل غيرهم من صحراء البدو فغالبية المجموعات الصحراوية التي تتحدث اللهجة الحسانية تنتمي لطائفة أهل السنة والجماعة فرع المالكية، كما يعتمدون على العرف في تحديد أحكام للقضايا الثانوية.

### وضعية المرأة

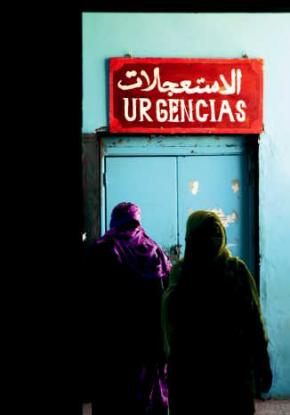
سيدتان في عيادة طبيب.

اهتم الأدب الإسباني مؤخرا بدراسات حول اللاجئين؛ وقد خصصت إسبانيا منحة قصد دراسة واستكشاف الدور الرئيسي الذي تلعبه المرأة في المجتمع الصحراوي، ودرجة الحرية التي تتمتع بها في ظل تجربة العيش داخل أراضٍ يُقال عنها أنها محتلة وكذلك العيش في مخيمات اللاجئين. عموما فهناك توافق في الآراء بين النساء الصحراويات باعتبار أنهن يتمتعون بدرجة كبيرة من الحرية والنفوذ داخل المجتمع الصحراوي.
تقليديا، لعبت النساء الصحراويات دورا محوريا في الثقافة الصحراوية، وكذلك في الجهود الرامية إلى مقاومة الاستعمار والتدخل الأجنبي في أراضيها، كما لعبت دورا مهما في ترسيخ التقاليد البدوية في القارة الأفريقية، مما مكنها من التحكم في السلطة ولو نسبيا بالإضافة إلى الدور الكبير الذي تلعبه داخل المخيم.
يُمكن للنساء الصحراويات وراثة الممتلكات والعيش بشكل مستقل عن الآباء والإخوة والأزواج وغيرهم من الأقارب الذكور، كما يُمكن للمتزوجات تشكيل «تحالفات» مع نساء متزوجات أخريات وتبادل الخبرة في عدة أمور وهذا ما يُعرف لدى الصحراويين بثقافة تبادل قيم الزواج بين كل قبيلة وأخرى. وعلاوة على ذلك، فالنساء الصحراويات حصلن على مناصب عليا وتحملن المسؤولية الرئيسية في حماية المخيم والعناية به خلال فترات طويلة من غياب الرجال بسبب الحرب أو التجارة. ومن بين مسؤوليات المرأة إنشاء المخيمات وإصلاحها في حالة ما أصابها عطب ما بالإضافة إلى تحريكها ونقلها عند الضرورة وكذلك المشاركة في كبرى القرارات التي تخص القبائل.
في التاريخ المعاصر للصحراء الغربية، لعبت النساء دورا متوسطا في المجال السياسي، فأثناء الاستعمار الأسباني ساهمت النساء الصحراويات بالمال قصد دعم حركات المقاومة خاصة في ثلاثينيات، خمسينات وستينينات القرن الماضي. كما لعبت دورا مهما عام 1994 من خلال إنشاء الاتحاد الوطني الصحراوي للنساء (NUSW) الذي يعنى بقضايا المرأة الصحراوية بالإضافة إلى أربع مجالات أخرى وهي: الأراضي المحتلة، الهجرة، الثقافة (بشتى أنواعها) ثم الشؤون الخارجية.